# Hans van den Hoek
Hans van den Hoek (Amersfoort, 20 mei 1929 - Amsterdam, 5 juni 2007) was een Nederlands zanger, acteur en danser. Als travestie-act Daisy Dynamite had hij in 1973 een hitje met de Rosemary Clooney-cover Botch-a-me.
Het nummer werd in 1973 geschreven door Alex Alberts die ook later verantwoordelijk zou zijn voor het lied Amsterdam waarmee Maggie MacNeal naar het songfestival ging.
Van den Hoek leefde vanaf 1948 in Parijs, waar hij aanvankelijk werkte als danser. Met een travestie-act had hij echter meer succes en als Daisy Dynamite trad hij al snel op in internationale revues en cabaretvoorstellingen. In de jaren zeventig nam hij deel aan de Funhouse Revue van Rob van Houten. In die periode timmerde hij ook als acteur aan de weg; hij was te zien in enkele televisieseries en in een bijrol in de film Casanova van regisseur Federico Fellini. In de Nederlandse film Andy, bloed en blond haar (1979) van regisseur Frank Wiering speelde behalve Van den Hoek ook Gert-Jan Dröge mee. Zowel Dröge als Van den Hoek stierven op 5 juni 2007.
De laatste jaren van zijn leven woonde Van den Hoek in Amsterdam. Hij overleed op 78-jarige leeftijd na een lang ziekbed.

## (Hit)singles
| Single met eventuele hitnotering(en) in de Nederlandse Top 40 | Datum van verschijnen | Datum van binnenkomst | Hoogste positie | Aantal weken | Opmerkingen       |
| ------------------------------------------------------------- | --------------------- | --------------------- | --------------- | ------------ | ----------------- |
| Botch-a-me                                                    | 1973                  | 10-03-1973            | 19              | 5            | Daisy Dynamite    |
| What do you want to make those eyes at me for                 | 1973                  |                       |                 |              | Daisy Dynamite    |
| Jet Set                                                       | 1979                  | 09-06-1979            | tip             |              | Daisy Dynamite    |
| It's all in the game                                          | 1980                  | 02-02-1980            | tip             |              | Hans van den Hoek |